# Антонио да Сангало Млади
Антонио ди Бартоломео Кордини (на италиански: Antonio di Bartolomeo Cordini; * 12 април 1484, Флоренция; † 3 август 1546, Терни), познат като Антонио да Сангало Млади (Antonio da Sangallo il Giovane), е италиански архитект от Ренесанса.
Сангало произлиза от прочутия род архитекти Сангало, като племенник на Антонио да Сангало Стари (1455 – 1534) и на Джулиано да Сангало (1445 – 1516). През 1503 г. последва Джулиано да Сангало в Рим, където по-късно получава папска подкрепа. Отначало работи при Рафаело, после при Донато Браманте в строежа на кулите на „Свети Петър“ в Рим.
От 1520 г. е самостоятелен архитект. След смъртта на Рафаело същата година го наследява като строител на „Св. Петър“, където е главен архитект от 1539 г.
Изготвя плановете (1534) за строежа на Палацо Фарнезе по поръчка на кардинал Александро Фарнезе, завършен обаче от Микеланджело след 1546 г., както и за Алесандро де Медичи (херцога на Флоренция) плановете (1534) за крепостта Фортеза да Басо – символа на могъщието на Медичите.

## Строежи
- Palazzo Baldassini в Рим (1510 – 1515)
- Santa Maria di Monserrato в Рим (от 1518)
- Santa Maria di Loreto в Рим (от 1522)
- Villa Madama в Рим (от 1518)
- Santa Maria di Loreto в Рим (от 1522)
- „Св. Петър“ в Рим (от 1520, главен архитект от 1539)
- Fortezza da Basso във Флоренция (1534)
- Palaco Farneze в Рим (от 1534), завършен (сл. 1546) от Микеланджело
- Palazzo Apostolico във Ватикана (1534 – 1547)
- Capella Paolina във Ватикана (1534 – 1540), проектиране на интериора
- Santo Spirito in Sassia в Рим (1538 – 1545)
- Palazzo Sacchetti в Рим (1542)
- Scala Regia в Рим, стълбище между „Св. Петър“ и Сикстинската капела, завършено от Джовани Лоренцо Бернини (1666)